# Metro Directo
Metro Directo fue el nombre de la versión española del periódico gratuito Metro, el mayor periódico gratuito del mundo. Fue fundado por Pers Anders Anderson, Robert Braunerhielm y Mónica Anderson en febrero de 1995 en la ciudad sueca de Estocolmo y es publicado por la empresa Metro International.
Metro International S.A. cotiza en la Bolsa de Estocolmo y es el grupo de prensa más grande del mundo, contando con más de 21,5 millones de lectores diarios. Hasta el 29 de enero de 2009 Metro tenía 70 ediciones, en 22 países y en 18 idiomas distintos. Ese día publicó su último número en España.

## Ciudades españolas donde se editó
Dentro de España se publicó en las siguientes ciudades y provincias:
Albacete, Alicante, Ávila, Badajoz, Barcelona, Bilbao, Burgos, Cáceres, Castellón, Ciudad Real, Cuenca, Elche, Gerona, Gijón, Guadalajara, Huesca, La Coruña, Las Palmas de Gran Canaria,  León, Lérida, Logroño, Lugo, Madrid, Málaga, Mataró, Mérida, Oviedo, Orense Palencia, Palma de Mallorca, Pamplona, Pontevedra, Puertollano, Salamanca, San Sebastián, Santander, Segovia, Sevilla, Soria, Talavera de la Reina, Tarragona, Teruel, Toledo, Valencia, Valladolid, Vitoria, Zamora, Zaragoza,
- Se distribuía el diario correspondiente a de la misma capital de provincia o provincia más cercana según el caso:
  - En Madrid: Alcorcón, Leganés, Getafe, Móstoles, Fuenlabrada, Coslada, Alcobendas, Pozuelo de Alarcón, Villaviciosa de Odón, Parla, Pinto, Valdemoro, Rivas-Vaciamadrid, Torrejón de Ardoz, Alcalá de Henares, San Sebastián de los Reyes, San Fernando de Henares, Tres Cantos, Las Rozas de Madrid, Majadahonda, Boadilla del Monte
  - En Barcelona: Hospitalet de Llobregat, Badalona, Santa Coloma de Gramanet, Cornellá de Llobregat, San Baudilio de Llobregat, San Cugat del Vallés, El Prat de Llobregat, Viladecans, Castelldefels, Sardañola del Vallés, Esplugas de Llobregat, Gavá, San Feliú de Llobregat, Ripollet, San Adrián de Besós, Moncada y Reixach, San Juan Despí, Barberá del Vallés, San Vicente dels Horts, San Andrés de la Barca, Molins de Rey, San Justo Desvern, Badia del Vallès, Corbera de Llobregat, Castellbisbal, Pallejá, Montgat, Cervelló, Santa Coloma de Cervelló, Tiana, Begas, Torrellas de Llobregat, El Papiol, San Clemente de Llobregat, La Palma de Cervelló
  - Restantes capitales de provincia con la edición de la provincia más cercana que tenga edición.

## Desaparición definitiva en España
- En España el 29 de enero de 2009 publicó su última edición y desapareció definitivamente de España.